# André Poullain
Pour les articles homonymes, voir Poullain.
André Poullain, né le 25 novembre 1893 et mort le 11 juin 1954, est un footballeur français du début du XXe siècle. Il évolue au poste d'attaquant.

## Carrière
Il commence sa carrière de joueur dans le club du Club Sports Athlétiques et devient international français en 1913 : il marque deux buts lors de ses trois sélections.
André Poullain joue ensuite pour le Cercle athlétique de Paris, avec lequel il remporte la Coupe de France 1919-1920. Ses coéquipiers sont alors entre autres les internationaux français Henri Bard, Marcel Vanco, Maurice Bigué, André Allègre, Ernest Gravier et Louis Mesnier, ainsi que les internationaux suisses Ivan Dreyfus et Robert Pache.